# Iliaz Vrioni
Iliaz Vrioni, född 1882 i Berat i Albanien i dåvarande Osmanska riket, död 17 mars 1932 i Paris i Frankrike, var en albansk politiker. Han var Albaniens premiärminister 1920-1921, 1924 och 1924-1925.
Iliaz Vrioni var son till Mehmet Ali Pascha Vrioni och kom från en av de mest framstående familjerna i södra Albanien.
Iliaz Vrioni var en av undertecknarna av den albanska självständighetsförklaringen 1912.